# Вермонт Волтедж
«Вермонт Волтедж» (англ. Vermont Voltage) — бывший американский футбольный клуб из города Сент-Олбанс, штат Вермонт. Был основан в 1997 году и играл в Премьер-лиге развития USL — четвёртом американском дивизионе, в зоне северо-восток. Сезон 2009 «Вермонт» пропустил.
Клуб проводил домашние матчи на Спортивном комплексе Коллинз-Перли. Цвета клуба — жёлтый, синий и чёрный.

## История
В первом сезоне клуб был известен как «Вермонт Уондерерс». Сезон 2009 «Вермонт» пропустил из-за реконструкции его домашней арены — Спортивного комплекса Коллинз-Перли. 11 ноября 2009 года работы завершились и клуб объявил о своём возвращении в соревнование.
У клуба также имелась женская команда — «Вермонт Лэди Волтедж». Она играла в USL-W лиге. Также пропустила сезон 2009 из-за капитального ремонта стадиона. В 2010 году команда вернулась в соревнование.

## Сезоны
| Год  | Дивизион | Лига                 | Регулярный сезон   | Плей-офф               | Открытый кубок         |
| ---- | -------- | -------------------- | ------------------ | ---------------------- | ---------------------- |
| 1997 | 3        | USISL D-3 Pro League | 5-е, Северо-восток | Не прошёл квалификацию | Не прошёл квалификацию |
| 1998 | 3        | USISL D-3 Pro League | 5-е, Северо-восток | Не прошёл квалификацию | Не прошёл квалификацию |
| 1999 | 4        | USL PDL              | 5-е, Северо-восток | Не прошёл квалификацию | Не прошёл квалификацию |
| 2000 | 4        | USL PDL              | 2-е, Северо-восток | Полуфинал конференции  | Не прошёл квалификацию |
| 2001 | 4        | USL PDL              | 3-е, Северо-восток | Не прошёл квалификацию | Не прошёл квалификацию |
| 2002 | 4        | USL PDL              | 1-е, Северо-восток | Полуфинал конференции  | Не прошёл квалификацию |
| 2003 | 4        | USL PDL              | 1-е, Северо-восток | Финал конференции      | Не прошёл квалификацию |
| 2004 | 4        | USL PDL              | 8-е, Северо-восток | Не прошёл квалификацию | Не прошёл квалификацию |
| 2005 | 4        | USL PDL              | 5-е, Северо-восток | Не прошёл квалификацию | Не прошёл квалификацию |
| 2006 | 4        | USL PDL              | 5-е, Новая Англия  | Не прошёл квалификацию | Не прошёл квалификацию |
| 2007 | 4        | USL PDL              | 6-е, Северо-восток | Не прошёл квалификацию | Не прошёл квалификацию |
| 2008 | 4        | USL PDL              | 3-е, Новая Англия  | Не прошёл квалификацию | Не прошёл квалификацию |
| 2009 | /        | /                    | перерыв            | /                      | /                      |
| 2010 | 4        | USL PDL              | 5-е, Северо-восток | Не прошёл квалификацию | Не прошёл квалификацию |
| 2011 | 4        | USL PDL              | 5-е, Северо-восток | Не прошёл квалификацию | Не прошёл квалификацию |
| 2012 | 4        | USL PDL              | 7-е, Северо-восток | Не прошёл квалификацию | Не прошёл квалификацию |
| 2013 | 4        | USL PDL              | 3-е, Северо-восток | Не прошёл квалификацию | Не прошёл квалификацию |
| 2014 | 4        | USL PDL              | 8-е, Северо-восток | Не прошёл квалификацию | Не прошёл квалификацию |